# Glavoč bjelaš
Glavoč bjelaš (lat. Gobius geniporus) riba je iz porodice glavoča (Gobiidae). Kod nas se još naziva i glavoč/glamac bilac ili blijedac. Jedna je od najčešćih vrsta glavoča u Jadranu koji se često sreće i lovi. Boje je svijetlo smeđe ili žućkastosmeđe, s mrljama po cijelom tijelu, koje su tamnije po bokovima. Naraste do 18 cm duljine, a živi uz obalu, na malim dubinama, do 40 m. Najčešće obitava na pjeskovitom dnu, nedaleko trave ili kamena koji mu pružaju zaklon, ponekad i na šljunkovitom ili muljevitom dnu. Može ga se pronaći i na ušćima rijeka. Hrani se zooplanktonom, ali i svime što može uhvatiti. Prilikom ribolova, zalijeće se na mamac i vrlo ga je lako uhvatiti na udicu. Ima vrlo ukusno meso i cijenjena je poslastica kod znalaca. 

## Rasprostranjenost
Glavoč bjelaš živi samo u Mediteranu, a nema ga u Crnom moru.

## Vanjske poveznice
|  | Zajednički poslužitelj ima još gradiva o temi Gobius geniporus |
|  | Wikivrste imaju podatke o taksonu Gobius geniporus             |